# Thyenula arcana
Thyenula arcana là một loài nhện trong họ Salticidae.
Loài này thuộc chi Thyenula. Thyenula arcana được Wanda Wesołowska & Cumming miêu tả năm 2008.